# Deutsches Bienen-Journal
Das Deutsche Bienen-Journal ist eine überregionale deutschsprachige Fachzeitschrift für Imker mit Redaktionssitz in Berlin. Chefredakteurin ist Silke Beckedorf. Die Zeitschrift wird seit Januar 1993 vom Deutschen Bauernverlag herausgegeben und erscheint monatlich. Die Druckauflage beträgt 22.940 Exemplare, die tatsächliche verbreitete Auflage liegt bei 23.536 Exemplaren (4. Quartal 2017).

## Leser
Die Zeitschrift wird vor allem von Imkern in Deutschland sowie im deutschsprachigen Ausland gelesen. Sie wendet sich sowohl an Einsteiger in die Imkerei als auch an Berufsimker und Wissenschaftler. Inhaltlich informiert das Deutsche Bienen-Journal über imkerliche Themen aus der Praxis, Biologie, Umwelt, Wissenschaft und Landwirtschaftspolitik. Unter den Artikeln finden sich neben Beiträgen von Praktikern und Wissenschaftlern auch Reportagen aus der Redaktion. Darin werden unter anderem aktuelle Themen kritisch behandelt, wie der Einsatz von Neonicotinoide oder Glyphosat in der Landwirtschaft. Zudem hat die Zeitschrift in Zusammenarbeit mit betroffenen Imkern federführend in den letzten großen Skandalen um verfälschtes Bienenwachs recherchiert und diese öffentlich gemacht.

## Verbandsorgan
Das Deutsche Bienen-Journal ist Verbandsorgan der Imker-Landesverbände Berlin, Brandenburg, Hamburg, Hannover, Mecklenburg-Vorpommern, Sachsen, Sachsen-Anhalt, Thüringen, Weser-Ems, Westfalen-Lippe sowie des Deutschen Berufs- und Erwerbsimkerbundes und der Gesellschaft der Freunde des Niedersächsischen Instituts für Bienenkunde in Celle. Mitteilungen dieser Vereinigungen werden im Verbandsteil der Zeitschrift veröffentlicht. 
Die Zeitschrift ging unter anderem aus den Zeitschriften „Neue Bienen-Zeitung“, „Deutsches Imker-Journal“, „Leipziger Bienenzeitung“ und „Deutsche Imkerzeitung“ sowie „Garten und Kleintierzucht, Ausgabe C“, hervor.